# Tony Schiavone
Noah Anthony Schiavone Jr. (nacido el 7 de noviembre de 1957) es un organismo de radiodifusión, comentarista y podcaster estadounidense de lucha libre profesional, mejor conocido como Tony Schiavone, quien actualmente All Elite Wrestling como comentarista y productor principal y también con Major League Wrestling como comentarista y podcaster.
Schiavone ha sido un locutor de radio deportiva organizó y trabajó como comentarista profesional de lucha libre en la National Wrestling Alliance (NWA), Total Nonstop Action Wrestling (TNA), la World Wrestling Federation (WWF) y World Championship Wrestling (WCW).

## Carrera

### Jim Crockett Promotions (1983-1989)
Schiavone transmitió junto a David Crockett a partir de 1985 hasta 1989 en Superstation TBS. Juntos fueron anfitriones de la World Championship Wrestling de NWA en vivo frente a una pequeña audiencia en el estudio en Atlanta. El programa se transmitió por TBS los sábados por la mañana a las 9 a.m. y los sábados por la noche a las 6 p.m. y se utilizó como vehículo para promover eventos en vivo de la arena de la NWA y presentar a sus estrellas a una audiencia nacional, ya que TBS era la principal estación de cable 
de transmisión nacional en ese momento.

### World Wrestling Federation (1989-1990)
Fue firmado por el WWF de Vince McMahon por un contrato de un año desde abril de 1989 hasta abril de 1990. Durante su tiempo en la compañía, fue más notable por ser el principal anunciador de juego por juego para su pago SummerSlam 1989 y Royal Rumble 1990 por vistas junto a Jesse "The Body" Venture. Schiavone regresó poco después a WCW, la antigua promoción de Crockett que entonces era propiedad del magnate de los medios Ted Turner. Para el WWF, además de Ventura, Schiavone comentó junto a otros como Lord Alfred Hayes, Gorilla Monsoon, Hillbilly Jim, Rod Trongard y Bobby "The Brain" Heenan. Detrás de escena, Tony produjo numerosos videos caseros para Coliseum Video.

### World Championship Wrestling (1990-2001)
Schiavone se convirtió en la voz principal del programa insignia de WCW, Monday Nitro. También se desempeñó como locutor principal de Thunder, generalmente trabajando junto a Mike Tenay, Bobby Heenan, Larry Zbyszko y más tarde con Mark Madden y Scott Hudson. Antes de la llegada de Nitro y Thunder, Schiavone fue anfitrión de WCW Saturday Night y WCW WorldWide. Fue el comentarista que anunció en plena transmisión de WCW del 4 de enero de 1999 la victoria de Mick Foley sobre La Roca por el Campeonato de WWE (en ese entonces llamado Campeonato de WWF), haciendo que quienes veían el programa de Nitro cambiaran inmediatamente de canal para ver este suceso, empezando también la caída en desgracia de WCW. Hizo una aparición en la película Ready to Rumble. Cuando los principales activos de WCW fueron comprados por la World Wrestling Federation (WWF/ahora WWE) en 2001, WWE no lo retuvo.

### Total Nonstop Action Wrestling (2003)
En 2003, Schiavone hizo una aparición en NWA: Total Nonstop Action (NWA: TNA, más tarde como Total Nonstop Action Wrestling) durante uno de sus pagos semanales. Schiavone interrumpió una entrevista con Goldylocks y Percy Pringle y procedió a cortar una promoción de rodaje trabajado en la que los insultó a ambos. Mike Tenay, el principal locutor de TNA y excolega de la WCW de Schiavone, ingresó al ring y los dos discutieron sobre sus carreras y lo que sucedió durante los últimos días de la WCW, donde ambos hombres perdieron sus trabajos. La promoción terminó cuando Vince Russo entró al ring y le prometió a Schiavone un trabajo con él. Sin embargo, nada salió de eso ya que Schiavone solo hizo una aparición más en TNA.

### Major League Wrestling (2017-presente)
El 5 de octubre de 2017, Schiavone regresó a la lucha profesional en el evento inaugural de la resurrección de la Major League Wrestling (MLW). En el show, Schiavone proporcionó comentarios en color para los partidos del evento. Desde entonces, ha continuado proporcionando su trabajo de comentarios para el programa de televisión de MLW, MLW Fusion. Después de tomar un descanso a principios de 2019 de los comentarios debido a horarios conflictivos, regresó en julio de 2019.

### All Elite Wrestling (2019-presente)
En agosto de 2019, se informó que Schiavone había firmado un contrato con All Elite Wrestling. Se espera que Schiavone continúe trabajando con MLW mientras trabaja para AEW. Se anunció que Schiavone se unirá a AEW como comentarista. Schiavone también trabajará como productor senior para eventos en vivo de AEW.

## Controversia
El incidente infame que involucró a Schiavone ocurrió el 4 de enero de 1999 en Nitro. Nitro se estaba transmitiendo en vivo contra el WWF Raw is War pregrabado en USA Network e iba a presentar una revancha entre el Campeón Mundial Peso Pesado  de WCW Kevin Nash y el ex campeón Bill Goldberg de Starrcade, donde Nash había terminado con la racha invicta de Goldberg y se había llevado su título bajo las circunstancias. El episodio de Nitro también fue la primera aparición de "Hollywood" Hulk Hogan desde que anunció su "retiro" de la lucha libre profesional en la edición de Acción de Gracias de 1998 de The Tonight Show con Jay Leno. Mientras tanto, Raw iba a presentar a Mick Foley, que estaba luchando como Mankind en ese momento y que había trabajado anteriormente para WCW como Cactus Jack, ganando su primer Campeonato de la WWF en un combate contra The Rock. Sin embargo, en el momento en que Raw se grabó mientras Nitro estaba en vivo, era una práctica para WCW y el productor ejecutivo Eric Bischoff estropear los episodios de Raw pregrabados, al decirle a la audiencia de WCW los resultados del programa de Raw, y no dar razones a los fans para cambiar de canal.

## Campeonatos y logros
- Wrestling Observer Newsletter
  - Peor comentarista de televisión (1999 y 2000)[9]